# Kyohei Uchida
Kyohei Uchida (内田 恭兵 Uchida Kyohei?, nacido el 5 de noviembre de 1992 en Shizuoka) es un futbolista japonés que se desempeña como defensa.

## Trayectoria

### Clubes
| Club               | País  | Año         |
| ------------------ | ----- | ----------- |
| Kyoto Sanga FC     | Japón | 2015 - 2017 |
| AC Nagano Parceiro | Japón | 2018 -      |

## Estadística de carrera

### J. League
| Club           | Año   | J. League | J. League | Copa J. League | Copa J. League | Total | Total |
| Club           | Año   | Part.     | Goles     | Part.          | Goles          | Part. | Goles |
| -------------- | ----- | --------- | --------- | -------------- | -------------- | ----- | ----- |
| Kyoto Sanga FC | 2015  | 20        | 0         | -              | -              | 20    | 0     |
| Kyoto Sanga FC | 2016  | 21        | 1         | -              | -              | 21    | 1     |
| Kyoto Sanga FC | 2017  | 9         | 0         | -              | -              | 9     | 0     |
| Total          | Total | 50        | 1         | 0              | 0              | 50    | 1     |